# Lachemilla
Lachemilla är ett släkte av rosväxter. Lachemilla ingår i familjen rosväxter.

## Dottertaxa tillLachemilla, i alfabetisk ordning[1]
- Lachemilla achilleifolia
- Lachemilla adscendens
- Lachemilla aequatoriensis
- Lachemilla andina
- Lachemilla angustata
- Lachemilla aphanoides
- Lachemilla aspleniifolia
- Lachemilla barbata
- Lachemilla bipinnatifida
- Lachemilla bourgeaui
- Lachemilla columbiana
- Lachemilla diplophylla
- Lachemilla domingensis
- Lachemilla equisetiformis
- Lachemilla ericoides
- Lachemilla erodiifolia
- Lachemilla frigida
- Lachemilla fruticulosa
- Lachemilla fulvescens
- Lachemilla galioides
- Lachemilla glandulosa
- Lachemilla grisebachiana
- Lachemilla guatemalensis
- Lachemilla hirta
- Lachemilla hispidula
- Lachemilla holosericea
- Lachemilla hultenii
- Lachemilla imbricata
- Lachemilla involucrata
- Lachemilla jamesonii
- Lachemilla jaramilloi
- Lachemilla kieftiana
- Lachemilla killipii
- Lachemilla laxa
- Lachemilla lechleriana
- Lachemilla llanganatensis
- Lachemilla loki-schmidtiae
- Lachemilla mandoniana
- Lachemilla moritziana
- Lachemilla mutellina
- Lachemilla mutisii
- Lachemilla nivalis
- Lachemilla ocreata
- Lachemilla orbiculata
- Lachemilla orizabensis
- Lachemilla paludicola
- Lachemilla pascuorum
- Lachemilla pectinata
- Lachemilla pedicellata
- Lachemilla pelusae
- Lachemilla perryana
- Lachemilla pinnata
- Lachemilla polylepis
- Lachemilla pringlei
- Lachemilla procumbens
- Lachemilla pseudovenusta
- Lachemilla purdiei
- Lachemilla purpusii
- Lachemilla radicans
- Lachemilla ramosissima
- Lachemilla ranunculoides
- Lachemilla repens
- Lachemilla resupinata
- Lachemilla rivulorum
- Lachemilla rupestris
- Lachemilla rusbyi
- Lachemilla sandiensis
- Lachemilla sarmentosa
- Lachemilla schiedeana
- Lachemilla sibbaldiifolia
- Lachemilla sprucei
- Lachemilla standleyi
- Lachemilla steinbachii
- Lachemilla talamanquensis
- Lachemilla tanacetifolia
- Lachemilla trevirani
- Lachemilla tripartita
- Lachemilla uhdeana
- Lachemilla uniflora
- Lachemilla verticillata
- Lachemilla williamsii
- Lachemilla vulcanica